# السياد
السيّاد هي إحدى القرى اللبنانية من قرى قضاء صيدا في محافظة الجنوب.